# Vườn quốc gia Khao Phra Wihan
Vườn quốc gia Khao Phra Wihan (tiếng Thái: อุทยานแห่งชาติเขาพระวิหาร) là một vườn quốc gia tại Thái Lan. Vườn quốc gia này là cửa ngõ đi vào Khao Phra Whihan ở Campuchia (xem Prasat Preah Vihear) từ Thái Lan. Cửa vào khu phế tích đền này được mở rộng cho mọi người và không cần visa nhưng vào những thời điểm căng thẳng chính trị giữa Thái Lan và Campuchia thì phải có visa mới được vào đây.
Điểm nổi bật của vườn quốc gia này (ngoài ngôi đền ra) là một vách núi ở Thái Lan gọi là Phaa Maw I Daeng1 ngay phía Đông của mũi đất mà trên đó đền Khao Phra Wihan toạ lạc, nơi đây cho một tầm nhìn tổng thể tốt về quần thể đền đài cách đó khoảng 800 m trên đất Campuchia.
Khao Phra Wihan và Prasat Preah Vihear nằm chính xác trên một chỗ, tên gọi hai khác nhau là do 3 nguồn: chủ yếu do việc khó dịch từ tiếng Thái và tiếng Khmer sang tiếng Anh, thứ hai là sự khác nhau giữa tiếng Thái và tiếng Khmer và thứ ba là do khác biệt giữa tên tự nhiên và tên tôn giáo. Khao Phra Wihan là nơi ngôi đền toạ lạc, nằm trên đất Thái; Prasat Preah Vihear và ngôi đền cùng tên nằm trên đất Campuchia.